# Великая (река, впадает в Гладышевское озеро)
Вели́кая (устар. Ваммел-йоки) — река в Выборгском районе Ленинградской области, Россия. Протекает по Карельскому перешейку.

## География
Длина реки — 15 км, площадь водосборного бассейна — 268 км².
Вытекает из Нахимовского озера, течёт на юго-запад. Пересекает трассу Скандинавия, принимает левый приток из Большого Лебяжьего озера, затем правый — из Победного озера. Протекает мимо садоводств, пересекает железную дорогу Санкт-Петербург — Выборг южнее платформы 73 км, после чего принимает правый приток — Серебристую, правый приток Ленивец и левый приток Утиную.
Впадает в юго-восточную часть Гладышевского озера севернее деревни Семашко.